# Конте, Мириана
Мириана Конте (мальт. Miriana Conte, род. 17 декабря 2000, Корми) — мальтийская певица итальянского происхождения. Представила Мальту на конкурсе Евровидение-2025 в Базеле с песней «Serving», в финале заняла 17 место.

## Карьера
21 декабря 2016 года Конте была объявлена одной из шестнадцати участников, выбранных для участия в мальтийском национальном отборе для выбора участника для Евровидения 2017 с песней «Don’t Look Down». 18 февраля 2017 года она заняла шестнадцатое место с 156 баллами. 11 октября 2017 года Конте вновь была выбрана для финала мальтийского отбора в 2018 году и оказалась на 12-м месте с 14 баллами. В 2018 году она приняла участие в первом сезоне мальтийской версии шоу X Factor, где соучредила группу 4th Line, достигнув финала. В 2019 году она покинула группу и участвовала во втором сезоне X Factor, но не прошла финал. Она записала песню «Roll the Dice» с группой мальтийских артистов, ставшей гимном мальтийской прайд-недели в 2019 году.
Мириана приняла участие в Malta Eurovision Song Contest 2022 с песней «Look What You’ve Done Now», заняв 6-е место. 18 октября 2023 года она была объявлена участницей отбора в 2024 с песней «Venom». Позже она выступит в четвёртом шоу полуфинала 17 ноября. В конце ноября стало известно, что она прошла в финал, где заняла 9-ю позицию с 25 баллами.
12 декабря 2024 года было объявлено, что Мириана Конте стала одной из 24 полуфиналистов Malta Eurovision Song Contest 2025 с песней «Kant». Выступила во втором полуфинале, по результатам которого прошла в финал, выиграла голосование и заняла первое место с 182 баллами, тем самым став представительницей Мальты на Евровидении-2025. Однако в начале марта 2025 года стало известно, что Европейский вещательный союз потребовал полностью убрать слово «Kant» из песни из-за его неправильной интерпретации у зрителей Великобритании, поскольку оно созвучно c грубым обозначением женского полового органа. Вещатель BBC, который подал жалобу на заявку, обосновывает свои действия правилами Ofcom, которые запрещают использование нецензурной брани на британском телевидении до 21:00 по местному времени. 13 марта 2025 года было официально принято решение переименовать песню с «Kant» на «Serving».

## Личная жизнь
Мириана наполовину итальянка, так как её отец родом из Неаполя.
В 2023 году у нее диагностировали синдром дефицита внимания и гиперактивности.
В марте 2025 года в одном из своих прямых эфиров в Instagram, объявила что состоит в отношениях с девушкой и позиционирует себя квиром.

## Дискография
- «Don’t Look Down» — 2017
- «Rocket» — 2018
- «Look What You’ve Done Now» — 2022
- «Venom» — 2024
- «Serving» — 2025
- «GĦAJJEJT (i8)» — 2025